# Carl Gustav Kjerrström
Carl Gustaf Kjerrström, född 1790, död 1857, var rådman i Askersunds stad. Han donerade kristallkronan som finns i Askersunds kyrka.